# OQO
OQO var en tillverkare av små bärbara datorer. Datorerna är i storlek någonstans mellan en PDA och en liten laptop. I början av 2009 försattes företaget i konkurs på grund av finansiella svårigheter.

## Versioner

### OQO 01
- 1 GHz CPU från Transmeta.
- 20 GB hårddisk.
- 256 MiB ram.
- USB 1.1
- Firewire 400
- 800.11b Wi-Fi.

### OQO 01+
- 1 GHz CPU från Transmeta.
- 30 GB hårddisk.
- 512 MiB ram.
- USB 2.0
- Bluetooth 2.0
- Firewire 400
- 800.11b Wi-Fi.

### OQO 02
- 1.2/1.5 GHz CPU från VIA.
- 60 GB hårddisk.
- 1 GiB ram.
- USB 1.1
- Firewire 400
- 800.11a/b/g Wi-Fi.
- Bluetooth 2.0